# Havas Miklós
Havas Miklós, Herschkovits (Szinérváralja, 1876. október 11. – Auschwitz, 1944) erdélyi magyar újságíró, szerkesztő, zenekritikus, drámaíró.

## Életpályája
Iskoláit Szatmáron, a jogot Budapesten és Kolozsvárt végezte. Ügyvédi irodát nyitott Szatmáron. 1921-ben megalapítója és igazgatója lett a szatmári Zenekedvelők Egyesületének, 1923-ban megválasztották a Kölcsey Kör művelődési szakosztályának előadójává. Vezércikkeit, tárcáit és zenei cikkeit a Szamos, Vasárnapi Ujság, Zenei Szemle közölte. Néhány hegedű- és zongoraszerzeménye (Hermin keringő; Karikás csárdás; Tűzoltó induló) nyomtatásban is megjelent. Csodadoktor című vígjátéka dicséretet nyert a kolozsvári magyar színház drámapályázatán; megzenésítette Benedek Elek Többsincs királyfi című mesejátékát (bemutatták Szatmáron 1924-ben). Feleségével együtt deportálták.
Önálló kötete: Május (három egyfelvonásos színjáték, 1. Muzsikaszó, 2. Remington kisasszony, 3. Legenda. Szatmár 1923).